# Lodewijk Jozef van Guise
Lodewijk Jozef van Guise (Parijs, 7 augustus 1650 - aldaar, 18 juli 1671) was van 1654 tot aan zijn dood hertog van Joyeuse en prins van Joinville en van 1664 tot aan zijn dood hertog van Guise. Hij behoorde tot het huis Guise.

## Levensloop
Lodewijk Jozef was de enige zoon van hertog Lodewijk van Joyeuse uit diens huwelijk met Maria Francisca van Valois, dochter van Lodewijk Emanuel van Valois, hertog van Angoulême. Na de dood van zijn vader werd hij in 1654 hertog van Joyeuse en prins van Joinville.
Nadat zijn moeder wegens "zwakzinnigheid" opgesloten werd in de Abdij van Essay, werd Lodewijk Jozef verder opgevoed door zijn tante en wettige voogdes Maria van Guise. Onder het toezicht van Philippe Goibaut, de protegé van zijn tante, kreeg hij een excellente opleiding. In 1664 volgde hij zijn oom Hendrik II op als hertog van Guise. Gezien zijn prestige daardoor toenam, beval zijn tante onmiddellijk uitgebreide renovaties aan het Hôtel de Guise, de hoofdresidentie van de familie.
Op 15 juni 1667 huwde de jonge hertog met Elisabeth Margaretha van Orléans (1646-1696), hertogin van Alençon, dochter van hertog Gaston van Orléans en nicht van koning Lodewijk XIV van Frankrijk. Lodewijk Jozef wist in de gunst van de koning te komen en verwierf de eer om tijdens militaire parades aan de zijde van Lodewijk XIV te staan. Toen sloeg echter het noodlot toe. Na terugkomst van een bezoek aan het hof van koning Karel II van Engeland kreeg hij op 18 juli 1671 de pokken, waaraan hij twaalf dagen later overleed. 
De muziek op zijn begrafenis werd gecomponeerd door Marc-Antoine Charpentier, die gepatroneerd werd door zijn tante Maria. Zijn lichaam werd naar Joinville gevoerd om bijgezet te worden naast zijn voorvaderen, terwijl zijn hart werd bijgezet in de Sint-Pieterskerk van Montmartre. Zijn landerijen werden geërfd door zijn enige zoon Frans Jozef (1670-1675).